# 今泉七五郎
今泉 七五郎（いまいずみ しちごろう、生没年不詳）は、名古屋市の動物商。

## 人物
名古屋市において、私設の動物園を設置し、その経営を行っていたが、1918年（大正7年）4月1日にこれを全て名古屋市に寄付した。寄付された動物は鶴舞公園内に設置された名古屋市立鶴舞公園付属動物園に収容された。白髭を蓄え、市のイベントの際にはラクダに乗り、普段からロバに乗って行動するなど、周囲には奇人として知られていたという。